# Америкс, Андрис
Андрис Америкс (латыш. Andris Ameriks; род. 5 марта 1961, Юрмала) — латвийский политик, депутат Европейского парламента (2019—2024).

## Биография
Родился 5 марта 1961 года в Юрмале.
В молодости он был первым секретарем Коммунистической молодежной организации Латвийской ССР. С 1993 по 1998 год он был членом Сейма от Партии национального согласия, а позже от партии ««Саймниекс». С 2001 года он был членом Рижской городской думы, с 2010 по 2018 год занимал должность заместителя председателя Рижской городской думы.
В 2017 году Америкс получил самый большой доход среди избранных муниципальных чиновников Латвии, сообщив о доходе в размере 616 386 евро и 35 250 долларов США, большую часть которого составили процентные выплаты от небанковского кредитора «Mogo» и от продажи ценных бумаг. Америкс подал в отставку с поста заместителя председателя Рижской думы 17 декабря 2018 года на фоне обвинений в коррупции вокруг Rīgas satiksme.
Америкс был депутатом Европейского парламента с 2019 года. С тех пор он работал в Комитете по транспорту и туризму и Комитете по петициям. В дополнение к своим обязанностям в комитетеьах, Америкс входил в состав парламентской делегации в комитетах парламентского сотрудничества. Он также являлся членом межгруппы Европейского парламента по Западной Сахаре.